# WinDirStat
WinDirStat è un software libero per l'analisi delle partizioni disco per Microsoft Windows. Ispirato a KDirStat dell'ambiente grafico linux KDE, WinDirStat è scritto in Visual C++/MFC 7.0. Fu rilasciato per la prima volta come software libero su Sourceforge nell'ottobre 2003. Il programma è disponibile anche in lingua italiana.

## Programmi simili
- ncdu è una utility ad interfaccia testuale per sistemi unix-like, che può essere usata via ssh
- Baobab, analizzatore grafico di spazio disco per Linux